# Joseph Haesaerts
Joseph Haesaerts was een Belgisch schutter.

## Levensloop
Haesaerts nam deel aan de Olympische Zomerspelen van 1920 te Antwerpen in vijf onderdelen, waarvan slechts 1 individueel (kleinkalibergeweer, 300 meter drie posities). 
Met het Belgisch team (voorts bestaande uit Paul Van Asbroeck, Conrad Adriaenssens, Arthur Balbaert en François Heyens) eindigde hij op de vijfde plaats in het onderdeel 'pistool, 50 meter'. In het onderdeel 'kleinkalibergeweer, 300 meter' eindigde hij met de nationale equipe (zelfde samenstelling) op de 12e plaats. Ook nam hij deel aan de individuele proef op dit onderdeel, maar dat resultaat bleef niet bewaard. 
In het onderdeel 'militair geweer, 600 meter liggend' werd hij met de nationale ploeg (voorts bestaande uit Paul Van Asbroeck, Conrad Adriaenssens, Arthur Balbaert en François Ceulemans) tiende. In het onderdeel 'militair geweer, 300 en 600 meter liggend' werd hij met het Belgisch team (zelfde samenstelling) laatste.